# Estola obscuroides
Estola obscuroides là một loài bọ cánh cứng trong họ Cerambycidae.